# Evgeny Lebedev
Evgeny Alexandrovich Lebedev, (in russo: Евгений Александрович Лебедев, romanizzato: Yevgeniy Aleksandrovich Lebedev, pronunciato [jɪvˈɡjenjɪj ˈljebjɪdjɪf]); (Mosca, 8 maggio 1980), è un imprenditore e editore britannico e russo, miliardario,  proprietario, attraverso la sua Lebedev Holdings Ltd, del giornale Evening Standard e  del canale televisivo ESTV (London Live). È anche un investitore di The Independent.
Nel luglio 2020, Lebedev è stato nominato per un titolo nobiliare a vita dal primo ministro britannico Boris Johnson per la filantropia e i servizi ai media, una iniziativa che ha suscitato critiche diffuse per il motivo che il padre di Lebedev era stato un agente del KGB. Il nome del padre era citato anche nelle indagini sulle interferenze russe nella vicenda Brexit. Nel novembre 2020 Evgeny Lebedevè stato nominato pari a vita alla Camera dei Lords come Lord Lebedev. Il suo titolo completo è Barone Lebedev di Hampton (nel quartiere londinese di Richmond upon Thames) e della Siberia (nella Federazione Russa).
La sua fortuna proviene da suo padre Alexander Lebedev, un oligarca russo, banchiere ed ex ufficiale del KGB. Ha fatto fortuna speculando su Gazprom.

## Biografia
Nato a Mosca, Lebedev è figlio di Alexander Lebedev, un banchiere russo ed ex ufficiale della Prima Direzione Generale del KGB dell'URSS e poi del suo successore, l'SVR, e della sua prima moglie, l'ingegnere Natalia Sokolova; suo nonno materno Vladimir Sokolov era uno scienziato e membro dell'Accademia delle Scienze dell'URSS, in seguito dell'Accademia Russa delle Scienze.
Si trasferì a Londra all'età di otto anni, quando suo padre iniziò a lavorare presso l'ambasciata sovietica. Ha frequentato la St Barnabas and St Philip's Church of England Primary School a Kensington, seguita dalla Holland Park Comprehensive School e dalla Mill Hill School. Ha studiato storia dell'arte da Christie's a Londra. Da allora ha vissuto nel Regno Unito ed è diventato cittadino britannico (con doppia nazionalità) nel 2010.

## Editoria
Il 21 gennaio 2009, Evgeny e suo padre hanno acquistato una quota del 65% del quotidiano Evening Standard. Insieme ad altri azionisti di minoranza, tra cui Justin Byam Shaw e Geordie Greig, Lebedev acquistò una partecipazione del 75,1% nel giornale per una somma nominale di 1 sterlina. I precedenti proprietari, Daily Mail e General Trust plc, continuano a detenere il 24,9% della società, ma non hanno un posto nel consiglio di amministrazione e non hanno un coinvolgimento diretto nella politica editoriale.

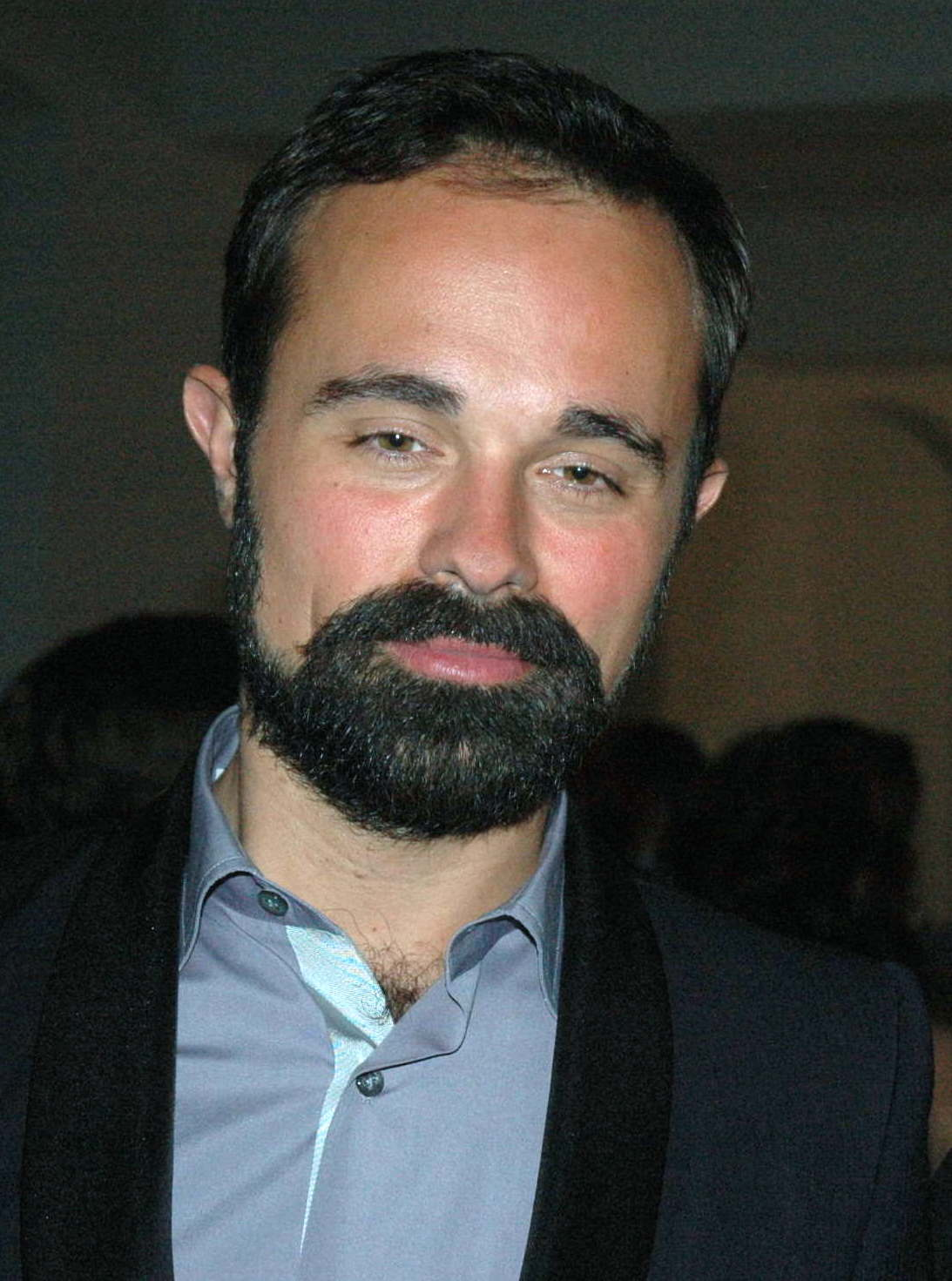
Evgeny Lebedev, 2010

Si stima che all'epoca il giornale perdesse fino a 25 milioni di sterline all'anno. Sotto la proprietà dei Lebedev, è diventato un giornale gratuito nell'ottobre 2009; la tiratura triplicò immediatamente a 700.000 copie.
Il 25 marzo 2010, poche settimane prima della chiusura, Lebedev ha acquistato The Independent e The Independent on Sunday. Il 26 ottobre è stato lanciato il giornale i, il primo quotidiano nazionale ad essere lanciato nel Regno Unito dopo The Independent nel 1986, in un momento di calo delle tirature dei giornali e di chiusure di testate. Nel 2011 ha lanciato The Journalism Foundation, per promuovere "il giornalismo libero e indipendente in tutto il mondo", anche se è stato chiuso dopo un anno.
Nel febbraio 2016, è stato annunciato che Independent Press Ltd aveva raggiunto un accordo per vendere la i a Johnston Press e che The Independent sarebbe diventato solo digitale da marzo 2016. Nel 2019, l'allora segretario alla cultura del governo, Jeremy Wright, ha emesso un avviso di intervento di interesse pubblico e un'indagine sulla vendita da parte di Lebedev di una partecipazione del 30% nelle pubblicazioni a un investitore privato saudita. L'indagine dell'Autorità per la concorrenza e i mercati ha rilevato che la vendita "non comporterebbe una 'sostanziale diminuzione della concorrenza'". L'Ofcom ha giudicato che la vendita non aveva portato ad "alcuna influenza" sulle testate giornalistiche controllate dall'uomo d'affari britannico-russo.

## Commercio e immobili
Lebedev è co-proprietario di The Grapes, un pub lungo il fiume a Limehouse, Londra, con Ian McKellen e Sean Mathias.  Nel 2012 ha acquistato l'hotel Château Gütsch a Lucerna, in Svizzera, e ha incaricato Martyn Lawrence Bullard di ristrutturarlo. In seguito lo vendette a Kirill Androsov.
Possiede un appartamento nel centro di Londra vicino a Regent's Park e la villa Stud House nel parco di Hampton Court Palace. Lebedev e suo padre sono proprietari del Palazzo Terranova a Ronti e del vicino Castello di Santa Eurasia a Monte Tezio nella zona rurale di Perugia, in Italia.

## Politica
Aveva mantenuto l'amicizia con Boris Johnson dalla fine degli anni 2000, con l'Evening Standard di Lebedev che sosteneva Johnson come sindaco di Londra. Johnson ha partecipato a feste a base di vodka e caviale ospitate da Alexander e Evgeny Lebedev nel Regno Unito e in Italia nel corso degli anni 2010.
Nel luglio 2020, Lebedev è stato nominato per un titolo nobiliare a vita da Boris Johnson. Il 19 novembre 2020 è stato creato barone Lebedev, di Hampton e di Siberia.  Fu presentato alla Camera dei Lord il 17 dicembre, sostenuto da Lord Bird e Lord Clarke di Nottingham.  Lebedev siede nella Camera dei Lord come crossbencher, e ha tenuto il suo primo intervento il 12 maggio 2021 durante il dibattito sul discorso della regina dopo l'apertura del Parlamento.
Il Sunday Times ha riferito che i servizi di sicurezza erano a disagio per Lebedev sin dal 2013 e che il padre di Lebedev era un agente del KGB. Il leader dell'SNP Ian Blackford voleva che il pass parlamentare di Lebedev fosse revocato per questo motivo. Lord McFall di Alcluith, il Lord Speaker, ha detto che la procedura per il controllo dei nuovi pari dovrebbe essere rafforzata. Lebedev ha dichiarato di non rappresentare un rischio per la sicurezza ed è "orgoglioso di essere cittadino britannico e di considerare la Gran Bretagna la mia casa". Ha detto che suo padre "ha trascorso il suo tempo a fare campagna contro la corruzione e gli affari finanziari illegali" e la sua famiglia "ha un record di difesa della libertà di stampa" in Russia.
Accuse di clientelismo sono state mosse contro la nomina, descritta come una "sorpresa" e indicativa di stretti legami tra l'establishment britannico e i russi di spicco. Nel marzo 2022, il Partito Laburista ha presentato una mozione alla Camera dei Comuni per costringere il governo a rivelare i consigli di sicurezza forniti a Johnson sul caso Lebedev. La mozione è stata sostenuta anche da un certo numero di parlamentari conservatori, ed è passata il 29 marzo, con la richiesta che i documenti venissero messi a disposizione dei parlamentari entro il 28 aprile 2022. 
 Tuttavia, la scadenza non fu rispettata e il ministro dell'Ufficio di Gabinetto Michael Ellis confermò che era necessario più tempo per considerare quali informazioni potevano essere divulgate. Poche settimane dopo il governo informò la Camera dei Comuni che, al fine di "proteggere la sicurezza nazionale", il dettagliato consiglio di sicurezza non sarebbe stato rilasciato. Lebedev epresse delusione per la decisione di non rilasciare il parere chiedendo che il documento completo venisse fornito alla Camera.
Nel novembre 2023, Lebedev ha tenuto un discorso alla Camera dei Lord mettendo in guardia contro l'erosione della libertà di parola. Sostenendo che avrebbe persino difeso il diritto di Jeremy Corbyn di elogiare Hamas, ha aggiunto di aver letto "quantità industriali di falsità su di me". Nel gennaio 2024, Lebedev ha partecipato alla Camera dei Lord solo due volte ed è uno dei suoi membri meno attivi.

## Opere di beneficenza
Lebedev è il patrono dell'Evening Standard's Dispossessed Fund, che aiuta ad affrontare la povertà a Londra, e ha raccolto oltre 13 milioni di sterline dal suo lancio nel 2010. Nel 2018 ha lanciato #AIDSFree, una campagna incrociata tra The Independent e Evening Standard per raccogliere fondi per la Elton John AIDS Foundation. Nel 2019, ha annunciato che entrambi i giornali avrebbero lanciato una campagna pluriennale per affrontare il problema dei senzatetto a Londra e in tutto il mondo.
Da quando è iniziato il lockdown per il coronavirus nel Regno Unito, le testate giornalistiche di Lebedev hanno lanciato un appello, in collaborazione con l'ente di beneficenza per le eccedenze alimentari The Felix Project, per fornire cibo alle persone vulnerabili, agli enti di beneficenza in prima linea e agli ospedali del NHS. Nel dicembre 2020, l'appello "Food for London Now" ha annunciato di aver superato il suo obiettivo di 10 milioni di sterline e di aver consegnato 20 milioni di pasti.

## Vita privata
Secondo il Daily Telegraph, Lebedev  uscito con l'attrice britannica Joely Richardson. Mentre nega le voci sul suo essere gay, voci che gli sono valse il soprannome di "Due barbe" coniato da Private Eye, si dice che non gli importi che la gente lo pensi.
Lebedev, che vive a Londra, colleziona arte moderna britannica e possiede opere di Tracey Emin, Sir Antony Gormley, Damien Hirst, Francis Bacon, Lucian Freud e Jake and Dinos Chapman. Secondo il New Statesman, ha anche una vasta conoscenza dell'arte rinascimentale e della "poesia vorticista". Aveva un lupo domestico di nome Boris, dal nome dell'ex presidente russo Boris Eltsin.

## Fonti
1. ↑  (EN) Evening Standard owner Lebedev uses front page to urge Putin to halt invasion, in The Independent, 13 maggio 2022. URL consultato il 15 settembre 2022.
2. ↑  (EN) Andrew Woodcork, The Independent's Evgeny Lebedev awarded peerage by PM, in The Independent, 31 luglio 2020. URL consultato il 1º agosto 2020.
3. 1 2  (EN) Eleni Courea, Patrick Maguire e Sean O'Neill, Evgeny Lebedev: Son of KGB agent handed a seat in the Lords, in The Times, 31 luglio 2020. URL consultato il 1º agosto 2020.
4. 1 2  (EN) Evgeny Lebedev: I am not some agent of Russia, in BBC News, 11 marzo 2022.
5. ↑   Irene Soave, L'editore russo a Westminster vuole il titolo 'Lord di Mosca', in Corriere della Sera,  p. 19.
6. 1 2  (EN) Contact information for Lord Lebedev, in Parliament of the United Kingdom. URL consultato il 19 novembre 2020.
7. ↑  (EN) Mark Landler e Stephen Castle, U.K. Moves to Tighten Laws on Oligarchs. Critics Say It’s Too Late., in The New York Times, 1º marzo 2022. URL consultato il 4 marzo 2022.
8. ↑  (EN) Simon Usborne, The Dizzying Social Rise of Russian Scion Evgeny Lebedev, in Town & Country, 21 febbraio 2021. URL consultato il 4 marzo 2022.
9. 1 2  (EN) Harry Yorke, Gabriel Pogrund and Rosamund Urwin, How Boris Johnson's friendship with Evgeny Lebedev deepened despite MI6 concerns, in The Sunday Times. URL consultato il 17 marzo 2022.
10. ↑  (DE) Wie ein Oligarchen-Sohn britischer Baron wurde, su n-tv. URL consultato il 24 maggio 2022.
11. ↑  (EN) Peter Aspden, Lunch with the FT: Evgeny Lebedev, in Financial Times, 20 novembre 2019. URL consultato il 1º agosto 2020.
12. ↑  (EN) Andrew Cave, Evgeny Lebedev spells out his vision for the Evening Standard, in The Daily Telegraph, 2 luglio 2009. URL consultato il 1º agosto 2020.
13. 1 2 3  (EN) Stephen Brook e Mark Sweney, Alexander Lebedev's Evening Standard takeover: Dacre announces sale to staff, in The Guardian, 21 gennaio 2009. URL consultato il 27 novembre 2023.
14. ↑  (EN) Tristan O'Carroll, DMGT confirms Standard to be sold to Lebedev, in MediaWeek.
15. ↑  (EN) Stephen Brook, ABCs: Free London Evening Standard breaks through 600,000 barrier, in The Guardian, 15 gennaio 2010.
16. ↑  (EN) Lebedev family buys Independent in deal to secure paper's future, in London Evening Standard, 25 marzo 2010 (archiviato dall'url originale il 27 marzo 2010).
17. ↑  (EN) Roy Greenslade, Journalism Foundation gets its first project off the ground, in The Guardian, 10 febbraio 2012. URL consultato il 29 febbraio 2016.
18. ↑  (EN) The Independent will become the first national newspaper to go digital-only, in The Indipendent, 12 febbraio 2016. URL consultato il 23 dicembre 2019.
19. 1 2  (EN) Freddy Mayhew, Independent and Standard 'vindicated' by Ofcom report into Saudi investor deals, says owner, su Press Gazette, 16 settembre 2019.
20. ↑  (EN) Sale of Standard and Independent stakes to Saudi investor investigated, in the Guardian, 27 giugno 2019. URL consultato il 18 luglio 2022.
21. ↑  (EN) Charlotte Tobitt, Government missed deadline to probe Saudi investments in Standard and Independent, judge says, su Press Gazette, 19 agosto 2019. URL consultato il 18 luglio 2022.
22. ↑  (EN) Government ends probe of Evening Standard stake sale, in Financial Times, 16 settembre 2019. URL consultato il 1º agosto 2020.
23. ↑  (EN) The Grapes, Limehouse. Spanning 500 years of history., su thegrapes.co.uk. URL consultato il 5 aprile 2018.
24. ↑  (EN) Alex Doak, Chateau Gütsch: Journey to Lucerne, the ticking heart of watchmaking, in City A.M., 12 gennaio 2015. URL consultato l'8 aprile 2018.
25. 1 2  (EN) Otto English, Spooking the Spooks: Media Complicity and Security Concerns over Lebedev and Johnson, in Byline Times, 25 ottobre 2019.
26. ↑  (EN) Anne Applebaum, In From the Cold, in The New York Times, 8 marzo 2013.
27. ↑  (EN) Emma Wells, Welcome to my den: Inside Evgeny Lebedev's Italian castle, in The Sunday Times, 28 settembre 2014 (archiviato dall'url originale il 4 ottobre 2020).
28. 1 2  (EN) Luke Harding e Dan Sabbagh, Boris Johnson and Evgeny Lebedev: a decade of politics, parties and peerages, in The Guardian, 21 ottobre 2020. URL consultato il 18 novembre 2020.
29. ↑  (EN) Jim Waterson, Johnson peerage for Lebedev crowns mutually beneficial friendship, in The Guardian, 31 luglio 2020. URL consultato il 29 agosto 2020.
30. ↑  (EN) 63182, in London Gazette, 24 novembre 2020,  p. 19918.
31. ↑  (EN) Introduction: Lord Lebedev, Parliament of the United Kingdom, su House of Lords, vol. 808, 17 dicembre 2020.
32. ↑  (EN) Quentin Letts: Timeless Gove keeps calm and carries on charming, in The Times, 18 dicembre 2020. URL consultato l'11 gennaio 2021.
33. ↑  (EN) Queen's Speech, Parliament of the United Kingdom, su House of Lords, vol. 812, 12 maggio 2021.
34. 1 2  (EN) Peter Walker, Lord Speaker urges tougher vetting amid concerns over Evgeny Lebedev, in The Guardian, 15 marzo 2022.
35. ↑  (EN) Ministers block release of Lebedev peerage details on security grounds, in The Independent, 12 maggio 2022. URL consultato il 9 novembre 2023.
36. ↑  (EN) Labour and Tory rebels force disclosure of security advice on Lebedev peerage, in The Guardian, 29 marzo 2022.
37. 1 2  (EN) Deadline for publishing Lebedev peerage documents missed, in BBC News, 28 aprile 2022. URL consultato il 24 maggio 2022.
38. ↑  (EN) Ministers block release of Lebedev peerage details on security grounds, in The Independent, 12 maggio 2022. URL consultato il 24 maggio 2022.
39. ↑  (EN) Evgeny Lebedev (@mrevgenylebedev) on X, in X (in precedenza Twitter) (archiviato dall'url originale il 9 dicembre 2023).
40. ↑  (EN) Evgeny Lebedev: Britain has a great tradition of free speech — we can't throw it away, su standard.co.uk, 15 novembre 2023.
41. ↑  (EN) Kate Whannel, What is the point of Lebedev peerage, asks ex-Lords speaker, in BBC News, 9 gennaio 2024. URL consultato il 10 gennaio 2024.
42. ↑  (EN) Peter Walker, Evgeny Lebedev's 1% attendance makes him among least active in House of Lords, in The Guardian, 19 dicembre 2022. URL consultato il 10 gennaio 2024.
43. ↑  (EN) Comic Relief gives the Evening Standard's Dispossessed Fund a £1m, in London Evening Standard, 13 marzo 2015. URL consultato il 29 febbraio 2016.
44. ↑  (EN) Our Aids appeal has changed attitudes and helped challenge 30 years of stigma #AIDSfree, su The Independent, 1º febbraio 2019.
45. ↑  (EN) Join our campaign working towards a future where no one has to worry about where they will sleep tonight #TheHomelessFund, su The Independent, 20 novembre 2019.
46. ↑  (EN) It's the challenge of our lifetime — let's unite to feed London, in Evening Standard, 27 marzo 2020. URL consultato il 17 agosto 2020.
47. ↑  (EN) Almost there! £7.5m to help feed the hungry, in Evening Standard, 10 luglio 2020. URL consultato il 17 agosto 2020.
48. ↑  (EN) The Food for London Now appeal has raised £10m and delivered 20m meals: Thank You London, in Evening Standard, 18 dicembre 2020. URL consultato l'11 gennaio 2021.
49. ↑  (EN) Sally Williams, Joely Richardson interview: 'Work saved me from my grief', in The Daily Telegraph, 4 ottobre 2015. URL consultato il 1º agosto 2020.
50. ↑  (EN) Freddy Gray, The strange world of Evgeny Lebedev, in The Spectator, 26 settembre 2015.
51. ↑  (EN) John Sunyer, Evgeny Lebedev, Britain's youngest newspaper proprietor, in Financial Times, 2 aprile 2015. URL consultato il 1º agosto 2020.
52. ↑  (EN) Sophie Elmhirst, Oligarch, reinvented, in New Statesman, 1º luglio 2011. URL consultato il 1º agosto 2020.
53. ↑  (EN) Simon Hatterstone, Evgeny Lebedev: Don't call me an oligarch, in The Guardian, 4 maggio 2012. URL consultato il 29 febbraio 2016.